# Zdeněk Zikán
Zdeněk Zikán   (Praga, 10 de novembre de 1937 - Praga, 14 de febrer de 2013) fou un futbolista txec de la dècada de 1960.
Fou 4 cops internacional amb la selecció de futbol de Txecoslovàquia amb la qual participà a la copa del Món de futbol de 1958.
Pel que fa a clubs, destacà a Dukla Pardubice, FK Dukla Praga i Spartak Hradec Králové.